# Титар Олександр Михайлович
Олександр Михайлович Титар (23 листопада 1891 — †?) — підполковник Армії УНР.

## Життєпис
Народився в Житомирі. Останнє військове звання в армії Росії — штабс-капітан.
На службі в Армії УНР, з кінця 1918 року. Учасник Першого Зимового походу. У 1920—1922 роках — старшина окремої старшинської сотні 2-ї Волинської дивізії Армії УНР. Подальша доля невідома.